# Autobusy miejskie w Gdańsku

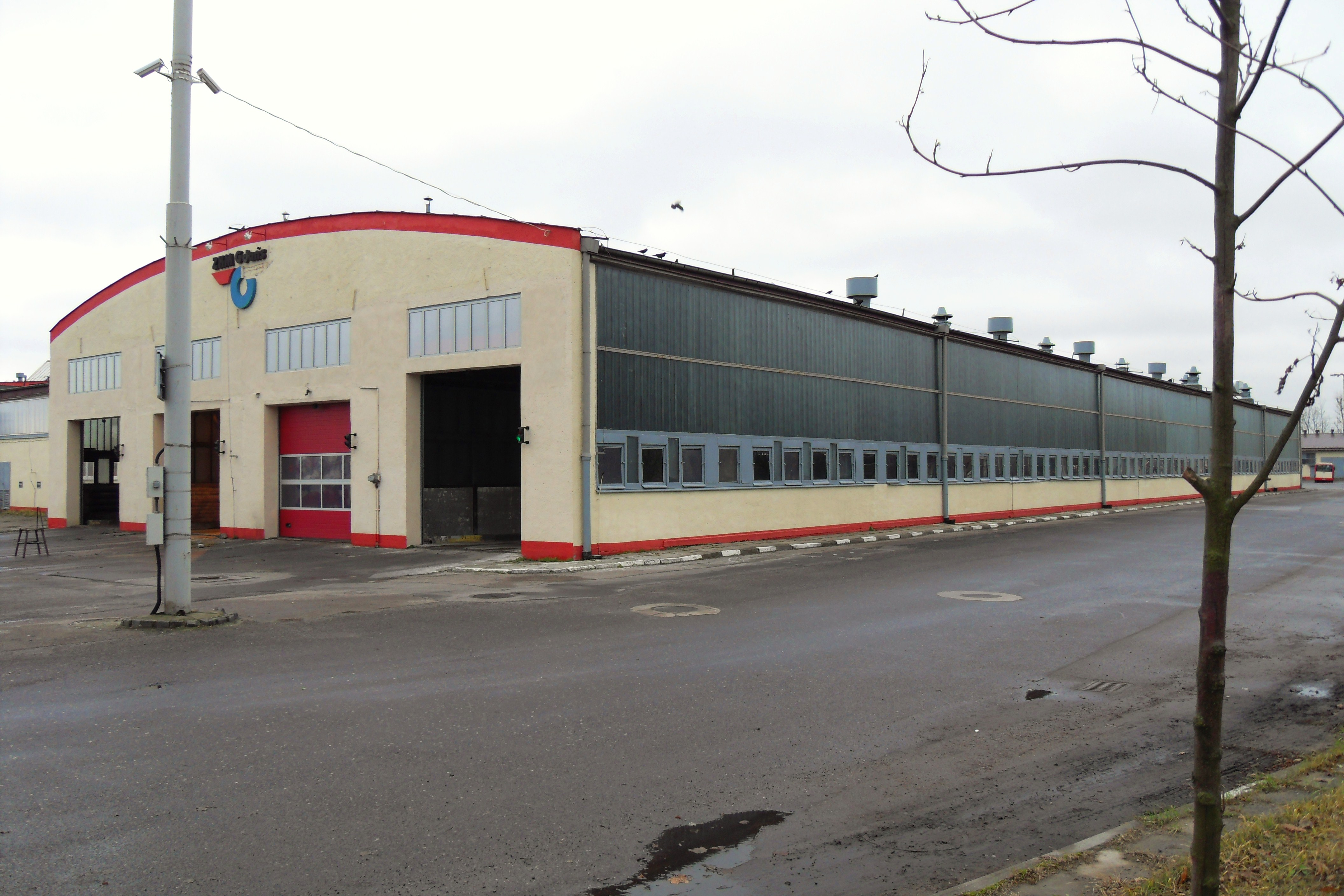
Zajezdnia autobusowa przy al. Hallera

Autobusy miejskie w Gdańsku – system komunikacji autobusowej obsługujący miasto Gdańsk i ościenne gminy.
Organizatorem oraz zleceniodawcą przewozów autobusowych w Gdańsku jest Zarząd Transportu Miejskiego. Na podstawie podpisanych porozumień międzygminnych organizuje on również przewozy na pojedynczych liniach autobusowych funkcjonujących na obszarach Sopotu, Pruszcza Gdańskiego, Gdyni oraz na obszarach gmin Pruszcz Gdański, Kolbudy i Żukowo.

## Historia
Pierwsze autobusy w Gdańsku pojawiły się 13 lipca 1912 na trasie Gdańsk – Stogi. W okresie Wolnego Miasta Gdańska autobusy pełniły znikomą rolę w życiu miasta, a obsługujący je przewoźnicy prywatni koncentrowali się na trasach podmiejskich, z głównym węzłem komunikacyjnym przy Targu Siennym, względnie ul. Szopy. Funkcjonowały wówczas linie na Stogi, do Sopotu, Sztutowa i Pruszcza Gdańskiego. Kres funkcjonowaniu tych linii przyniosła II wojna światowa.
W czerwcu 1945, po przejęciu władzy w mieście przez Polaków, korzystając z adaptowanych ciężarówek Dodge, a następnie odnalezionych w Sobieszewie autobusów Büssing, uruchomiono kilka nieregularnych linii łączących Gdańsk z Sopotem i Gdynią oraz z odległymi dzielnicami. Eksploatowano także zestawy złożone z ciągników marek Mercedes i Hanomag oraz naczep Bajadera, Colombina i Syrena. Po roku 1949 powstały linie na stary Chełm, na Suchanino i do Brętowa. Piętrowe autobusy Büssing D-38 obsługiwały miasto do końca lat 50. Po roku 1960, wraz z dostawami nowych jelczy, uruchomiono linie na Olszynkę, Przymorze i do Osowy. Na początku lat 70. powstały linie 117 i 143 łączące Oliwę z Sopotem (przy czym linia 143 należała do oddziału gdyńskiego). Funkcjonowały wówczas 22 linie dzienne ze 116 przystankami. W 1975 powstała nowa pętla przy ul. Jana z Kolna, która przetrwała do 31 sierpnia 2013; ponowne jej otwarcie nastąpiło w 2017 roku. W latach 70. przewozy autobusowe przewyższyły przewozy tramwajowe. W 1978 oddano do użytku zajezdnię autobusową przy ul. Hallera, a w 1988 na Kokoszkach, która funkcjonowała do 1998. W 1994 wprowadzono do eksploatacji pierwszy w Polsce autobus niskopodłogowy, a w 1997 pierwszy klimatyzowany autobus komunikacji miejskiej. 31 stycznia 2009 wycofano z ruchu ostatnie autobusy marki Ikarus. Współcześnie następuje reorganizacja linii autobusowych, polegająca na ich wycofywaniu z ciągów obsługiwanych przez nowe linie tramwajowe i uruchamianiu nowych połączeń w dzielnicach peryferyjnych (Sobieszewska Pastwa, Kukawka, Kokoszki, Wzgórze Mickiewicza).
W końcu 2017 władze Gdańska kosztem 17,9 mln zł zakupiły grunty o powierzchni 5 ha w rejonie ulic Warszawskiej, Jabłoniowej i al. Armii Krajowej na południu Gdańska, które przeznaczone zostaną na budowę nowej zajezdni autobusowej. Po jej powstaniu przewiduje się likwidację zajezdni przy al. Hallera.
W maju 2019 w Gdańsku pojawił się – co prawda poza siecią komunikacji miejskiej – pierwszy autobus o napędzie elektrycznym. Jest to pojazd marki Solaris Urbino 12 electric i jest on eksploatowany w gdańskim Porcie Lotniczym przez przedsiębiorstwo Welcome Airport Services. Z kolei we wrześniu 2019 na trasie wzdłuż ulicy Karwieńskiej (od ul. Spacerowej do ZOO) testowany był elektryczny autobus autonomiczny (bez kierowcy) EZ10 przedsiębiorstwa EasyMile na 9 osób, w którym kierowcę zastępują system GPS i czujniki. Przejazdy dla pasażerów, realizowane z częstotliwością 30 min., były bezpłatne, natomiast miasto za wynajem pojazdu zapłaciło 342 tys. zł netto (420,7 tys. brutto). W czasie testów pojazd przejechał 632 km, przewożąc 3325 pasażerów.
Między 7 października a 12 listopada 2021 (z wyłączeniem okresu Wszystkich Świętych), autobus bez kierowcy funkcjonował na terenie Cmentarza Łostowickiego. W ciągu 30 dni wykonał 450 kursów, przewiózł 2017 pasażerów i przejechał ponad 989 km, realizując trzy przejazdy na godzinę po trasie o długości 2,2 km, na której zlokalizowano cztery przystanki.

## Sieć
Sieć gdańskich autobusów składa się z następujących linii:
- 69 dziennych (zwykłe, międzygminne, przyspieszone)[11]
- 12 nocnych[11]
- 5 sezonowych[11]

Sieć obejmuje teren miasta Gdańska, a także tereny linii wjeżdżających do Pruszcza Gdańskiego, gminy Pruszcz Gdański, Sopotu, Gdyni, gminy Kolbudy i Żukowa.
W 2020 r. długość linii autobusowych w sieci transportu publicznego organizowanego przez Zarząd Transportu Miejskiego w Gdańsku wyniosła 1070,6 km.

## Operatorzy
Operatorami przewozów autobusowych w sieci organizowanej przez ZTM w Gdańsku są:
- Gdańskie Autobusy i Tramwaje – obsługuje linie kursujące wewnątrz miasta oraz linie które przejeżdżają przez gminę Pruszcz Gdański na Wyspę Sobieszewską.
- BP Tour – od 01.01.2018 obsługuje linie kursujące do Gdyni, gminy Kolbudy, Pruszcza Gdańskiego, Sopotu oraz gminy Żukowo.
- PKS Gdańsk – obsługuje linie T8, 167, 157.

Do grudnia 2017:
- Warbus – obsługiwał linie wyjeżdżające do gminy Żukowo, Sopotu i Gdyni.

W 2020 r. udział dominującego miejskiego przewoźnika – Gdańskie Autobusy i Tramwaje – w realizacji pracy eksploatacyjnej (mierzonej w wozokilometrach) wynosił 83% sieci komunikacji autobusowej.
Ponadto pasażerów wożą przewoźnicy prywatni nienależący do sieci ZTM Gdańsk, obsługujący głównie okoliczne miejscowości, a także kilka linii rozwożących klientów centrów handlowych.
Komunikacja gminy Pruszcz Gdański, obsługiwana przez P.A. Gryf, nie należy do sieci ZTM Gdańsk.

## Tabor kursujący w sieci ZTM Gdańsk
Zgodnie z zawartymi umowami przewozowymi (2014), maksymalna liczba pojazdów będących równocześnie w ruchu to łącznie 226 autobusów należących do obu operatorów. Udział pojazdów niskopodłogowych wynosi 100%.
Według stanu na 1 stycznia 2018 średni wiek autobusów GAiT wynosił 13 lat, natomiast średni wiek pojazdów BP Tour wynosił 1 rok.
- Tabor na sieci ZTM Gdańsk charakteryzuje się czerwono-kremowymi barwami pojazdów.
- Operatorzy mają zakaz stosowania reklam całopojazdowych. Reklamy mogą występować tylko w pasie kremowym pod linią okien oraz z tyłu na klapie, która również jest kremowa. GAiT może stosować reklamy całopojazdowe, lecz mogą to być wyłącznie reklamy instytucji miejskich.
- Na linii 171 występują również pojazdy w barwach niebieskich, ponieważ kursują na niej zarówno operatorzy z sieci Zarządu Komunikacji Miejskiej w Gdyni, jak i z ZTM Gdańsk (BP Tour). Na tej linii obowiązuje taryfa Gdańska oraz Gdyńska
- Wszystkie pojazdy kursujące w sieci ZTM Gdańsk są niskopodłogowe lub częściowo niskopodłogowe.
- Pojazdy operatorów, z wyjątkiem GAiT, muszą być wyprodukowane co najmniej w 2017 r.
- Wszystkie autobusy muszą mieć obowiązkowo uruchomiony system wizualnej oraz głosowej informacji pasażerskiej.
- We wrześniu 2019 przy ul. Karwieńskiej przeprowadzono bezpłatne, testowe jazdy autonomicznych mikrobusów elektrycznych w ramach programu SOHJOA Baltic[15].Zabytkowy Ikarus 260 obsługujący linię turystyczną 622

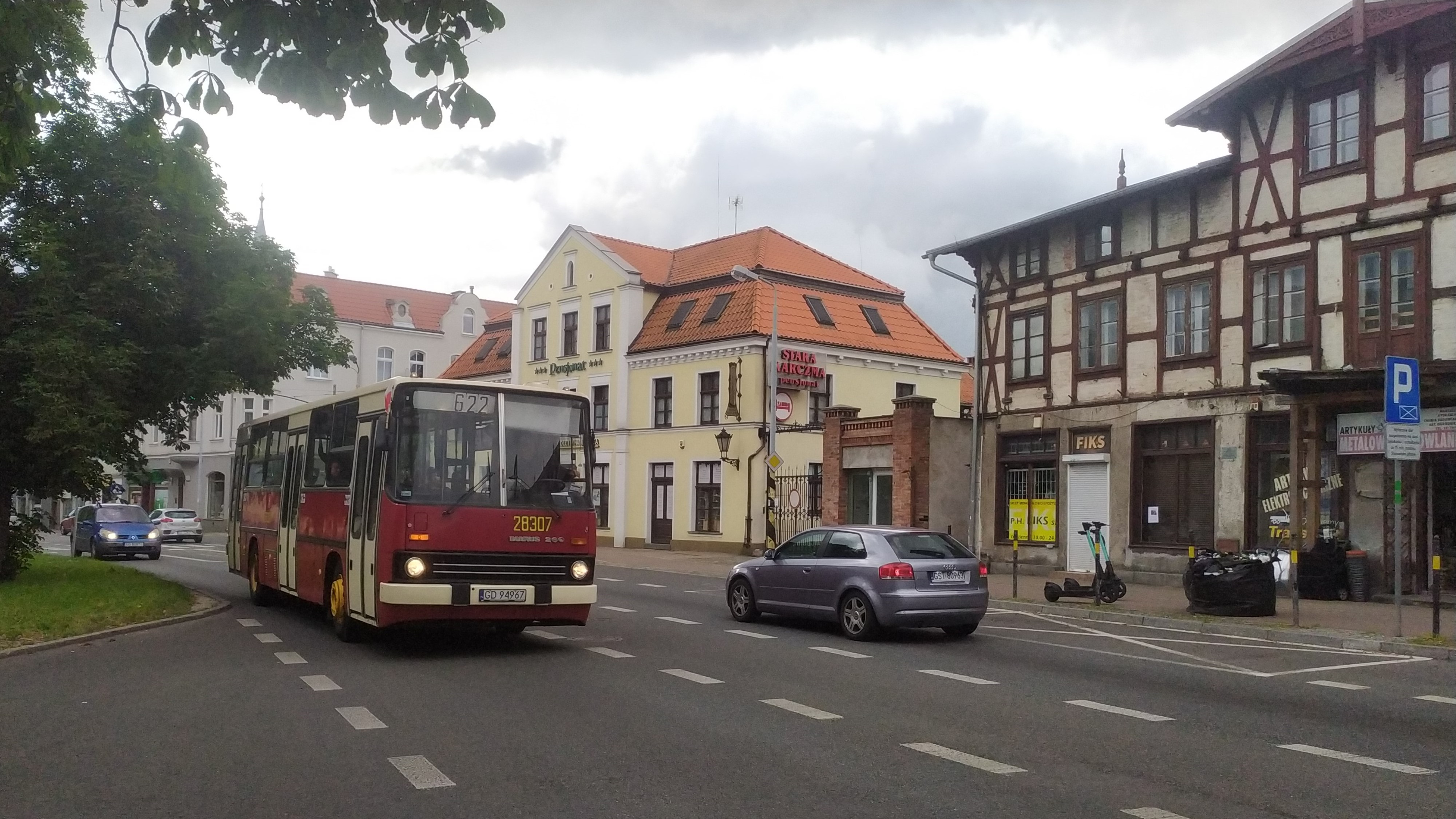
Zabytkowy Ikarus 260 obsługujący linię turystyczną 622

### Tabor w eksploatacji
| Model                      | Liczba w GAiT | Liczba w BP Tour | Zdjęcie |
| -------------------------- | ------------- | ---------------- | ------- |
| Iveco Kapena Urby 65C      | 5/6           | 0                |         |
| MAN NG 313                 | 1/3           | 0                |         |
| MAN NG544 Lion's City 18 E | 10/10         | 0                |         |
| MAN NL326 Lion's City 12 E | 8/8           | 0                |         |
| Mercedes-Benz Conecto G    | 12/12         | 24               |         |
| Mercedes-Benz Conecto LF   | 10/10         | 15               |         |
| Mercedes-Benz Citaro O530  | 14/14         | 0                |         |
| Mercedes-Benz O530 C2      | 53/53         | 1                |         |
| Mercedes-Benz O530G C2     | 48/48         | 0                |         |
| Mercedes-Benz O530K C2     | 13/13         | 0                |         |
| Solaris Urbino 12          | 38/38         | 0                |         |
| Solaris Urbino 18          | 41/41         | 0                |         |
| Karsan e-Jest              | 3/3           | 0                |         |
| NesoBus                    | 10/10         |                  |         |

### Tabor wycofany
| Model                          | Liczba wycofanych | Zdjęcie |
| ------------------------------ | ----------------- | ------- |
| MAN NL xx3                     | 20                |         |
| Solaris Urbino 18 II generacji | 5                 |         |
| Ikarus 260                     | -                 |         |
| Ikarus 280                     | -                 |         |
| Solaris Urbino 12 II generacji | 6                 |         |
| Otoyol Iveco M29VF             | -                 |         |
| Jelcz M11                      | -                 |         |
| Mercedes-Benz O305             | -                 |         |
| Mercedes-Benz O405N            | -                 |         |
| MAN 469 NM222                  | -                 |         |
| Neoplan N4007                  | 3                 |         |
| Mercedes-Benz O405 GN2         | 15                |         |

## Praca przewozowa
Liczba wozokilometrów wykonanych w sieci autobusowej ZKM w Gdańsku wzrosła z poziomu 17,176 milionów w 2016 roku do poziomu 18,427 milionów w 2020 roku.
W latach 2016–2020 ilość zużytego paliwa w komunikacji autobusowej ZKM w Gdańsku wzrosła o 4%, z poziomu 7,169 milionów litrów w 2016 roku do 7,198 milionów litrów w 2020 roku przy wzroście o 7,28% wykonanych wozokilometrów.
Wskaźnik efektywności energetycznej w komunikacji autobusowej wzrósł z poziomu 244,48 wzkm/MWh w 2016 roku do poziomu 261,24 wzkm/MWh w 2020 roku.
Szacuje się, że liczba pasażerów w miejskiej komunikacji autobusowej będzie stopniowo malała, osiągając w 2030 roku poziom 79,1 miliona, to jest 92,7% liczby pasażerów z 2012 roku. Będzie to wynikiem rozbudowy sieci tramwajowej i zastąpienia części tras linii autobusowych komunikacją szynową.